# سامسونج جالكسي إس 4
سامسونج جالكسي إس 4 (بالإنجليزية: Samsung Galaxy S4)‏ هو هاتف ذكي أعلنت عنه شركة سامسونج في 14 مارس 2013 بنيويورك حيث صدر بعد جهاز جالكسي إس 3. ينفرد الجهاز بميزات منها ميزة الAir Gesture وSmart Stay وSmart Scroll؛ كاميرا خلفية بدقة 13 ميغابيكسل وأمامية بدقة 2 ميغابيكسل تلتقطان صور فائقة الدقة (Full HD)، ويعمل على إصدار من أندرويد lollipop 5.0.1 وقد وصلت الطلبات المسبقة على سامسونج جالكسي إس 4 في الأسبوعين الأولين على الإعلان عنه 10 ملايين طلب.
|الوان الجهاز هي الأسود والابيض والأزرق ،
ويأتي هاتف سامسونج هذا بمجموعة رائعة من المستشعرات المدمجة فيه منها مقياس التسارع ومقياس الإضاءة وترمومتر لقياس درجة الحرارة حول الجهاز ومقياس رطوبة الهواء ومقياس ضغط الهواء والارتفاع وحساس قرب وبوصلة.

## التصميم
تصميم هاتف سامسونج جالكسي إس 4 قريب جدا من تصميم هاتف Samsung Galaxy S3، وهناك بعض التغييرات مثل :
الوزن ( الجهاز أخف من السابق ) وتحسن في نوعية البلاستيك .

## وصلات خارجية
- مواصفات سامسونغ غلاكسي s4 على موقع سامسونغ